# Masacre de Erfurt
La Masacre de Érfurt fue un atentado que ocurrió el 26 de abril de 2002 en el Liceo Gutenberg en Érfurt, Alemania. El perpetrador, Robert Steinhäuser, un exestudiante de 19 años que había sido expulsado, disparó y mató a dieciséis personas (incluyendo 13 profesores, 2 alumnos y un agente de policía) antes de suicidarse. Una persona fue herida.

## La masacre
El día de la masacre, Steinhäuser salió de su casa como de costumbre, diciendo a sus padres que tenía un examen. Cuando entró en el campus, fue a los servicios para cambiarse la ropa y ponerse un conjunto del videojuego Cs-Go.
Los disparos empezaron a las once de la mañana aproximadamente. Steinhäuser se trasladó de un aula a otra, haciendo una pausa breve en cada entrada para disparar a los profesores. Según los estudiantes, Steinhäuser los ignoró y sólo apuntaba a los catedráticos, aunque dos alumnos tras una puerta cerrada fueron acribillados.
La policía llegó cinco minutos después de iniciarse el tiroteo. Poco tiempo después, Steinhäuser mató a un agente de policía de un disparo en la cabeza. Antes de suicidarse fue enfrentado por uno de sus profesores, Rainer Heise, quien detuvo a Steinhäuser con las palabras:

—"Drück ab! Wenn du mich jetzt erschießt, dann guck mir in die Augen!" ("¡Tira del gatillo! ¡Si me disparas ahora, mírame a los ojos!").
Se dice que Steinhäuser se quitó la máscara y respondió:
—"Für heute reicht's, Herr Heise!" ("¡Basta por hoy, Señor Heise!").
Según Heise, habló con Steinhäuser durante un momento, atrayéndole a la entrada de un aula vacía. Cuando Steinhäuser se puso en la entrada, Heise empujó a Steinhäuser al interior del salón y cerró la puerta. Steinhäuser se suicidó y su cuerpo fue encontrado por la policía unas horas después de la masacre. En total disparó 71 veces.

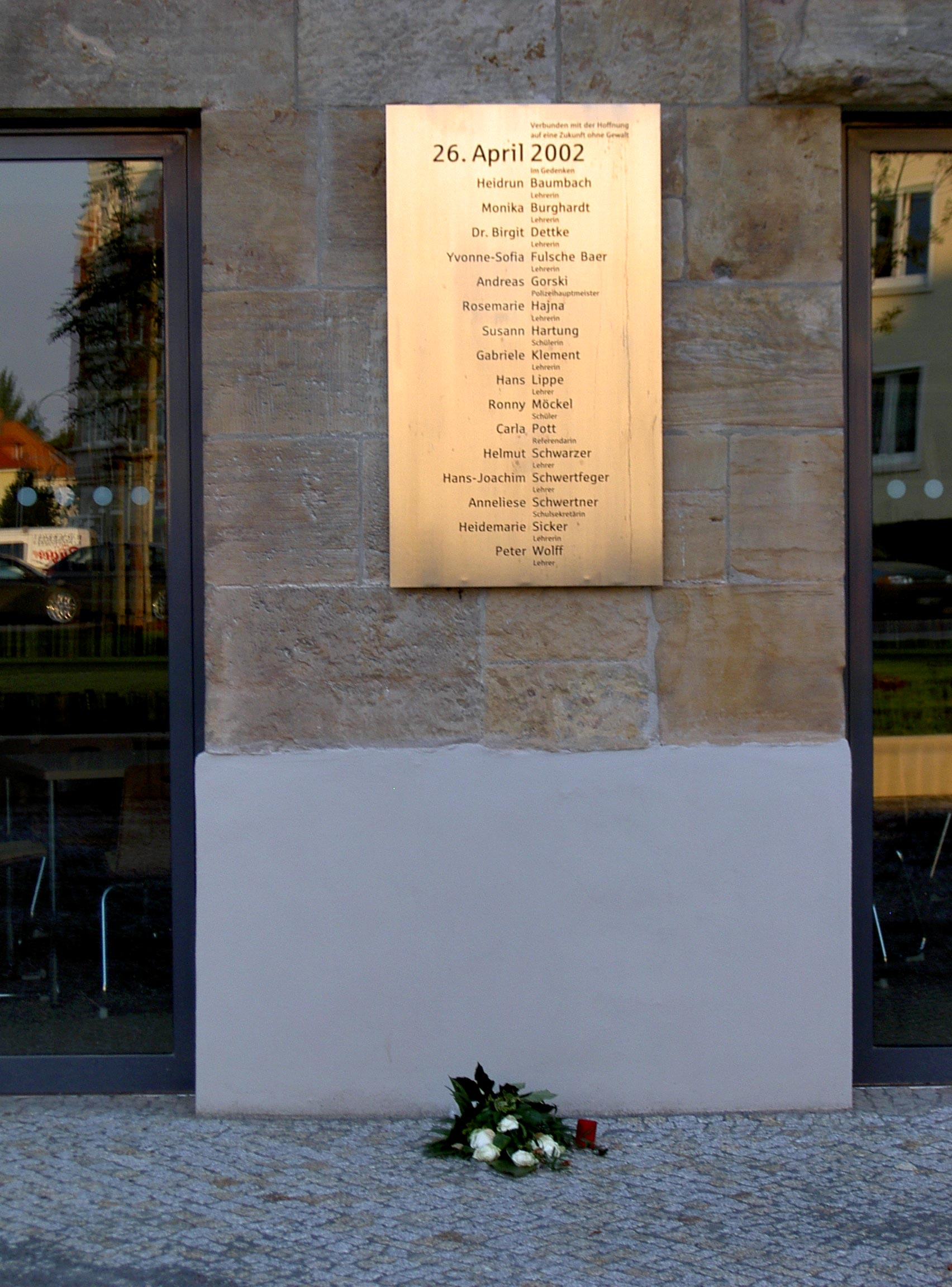
Placa conmemorativa a la masacare.

Las últimas palabras de Steinhäuser, que fueron "Für heute reicht's" ("Bastante por hoy"), se tomaron para el título de un libro muy controvertido sobre la masacre escrito por Ines Geipel, quien alegó que la policía cometió varios errores durante la intervención. Geipel y los familiares de las víctimas criticaron el tiempo de reacción de la policía ante la emergencia. Inicialmente la policía creía que había un segundo pistolero, lo que los llevó a la estrategia de retomar el control del colegio aula por aula en vez de tomar el edificio completo rápidamente.
Heise fue considerado como un héroe por encerrar a Steinhäuser en un cuarto y parar la masacre, sin embargo, después comenzó a recibir críticas violentas por parte de la opinión pública.

## Reacciones
- Por casualidad, el día de la masacre, el gobierno alemán estaba discutiendo el aumento de la edad legal para poseer un arma de fuego de 18 a 21, mientras otros querían una prohibición de todas las armas de fuego. Más adelante, salvo para cazadores, la edad legal para poseer un arma de fuego de calibre superior a 5,5 mm (.22) y con una potencia de 2000 julios fue aumentada a 21, con una prueba médica y psícológica adicional para los menores de 25 años. Además, las escopetas de corredera con empuñaduras tipo pistola fueron prohibidas.
- La familia de Steinhäuser hizo una declaración a las fuentes de los medios de comunicación, diciendo que "siempre nos arrepentimos de que nuestro hijo y hermano haya traído tal sufrimiento horroroso a las víctimas y sus familiares, la gente de Érfurt y Thuringia, y toda Alemania".[5]
- Rod Paige, el Secretario de Educación estadounidense, ofreció condolencias a la población alemana.[6]

## Perpetrador y armas de fuego
El perpetrador fue Robert Steinhäuser, quien había sido expulsado unos meses antes de la masacre por culpa de su absentismo escolar y por falsificar un certificado médico. Steinhäuser había ocultado su expulsión a su familia y salía de la casa cada día para dar a sus padres la impresión de que iba al colegio. Durante la masacre usó una Glock 17 de 9 mm y portó una escopeta de corredera sobre su espalda, pero no la usó. Tenía licencia para ambas armas de fuego.